# Юридична деонтологія
Юриди́чна деонтоло́гія — це філософсько-правова наука про пізнання юристом сутності внутрішнього імперативу службового обов'язку, який створює передумови для формування особистісних норм його професійної поведінки і мотиви їхнього вибору. Мета такого вибору полягає у формуванні внутрішнього переконання, встановлення об'єктивної істини та прийняття справедливого правового рішення.
Предмет юридичної деонтології умовно можна представити такою залежністю: «філософія — право — почуттєва норма — професійна дія». З неї випливає, що норми природного права пронизують почуття юриста, на основі чого формуються комплексні почуттєві норми, які разом з позитивним правом проявляються у професійних діях.
Сучасні дослідники юридичної деонтології часто ідентифікують цю науку з іншими, зокрема з правовою етикою (юридичною етикою) та професійною культурою юриста (юридичною культурою). Хоча ці науки тісно пов'язані між собою, проте вони суттєво відрізняються одна від одної. Так, якщо внутрішні аспекти видів культур (субкультур), які стосуються юридичної деонтології, притаманні правничій деонтології, а зовнішні аспекти цих же культур — професійній етиці, то обидва аспекти — властиві професійній культурі.
Для цих юридичних наук спільним є предмет дослідження: особа юриста, його професійні дії. Кожна з них по-своєму підходить до формування юриста як головного суб'єкта права, до пізнання ним правового явища та прийняття справедливого, обґрунтованого рішення. Ці науки нормативні.
Відмінності між юридичною деонтологією, юридичною етикою та професійною культурою полягають насамперед у тому, що їхня нормативність має різний зміст. Зокрема, наука про професійну культуру та юридичну етику виробляють для всіх юристів зразки норм, які можуть прийматися державою і набувати загальнообов'язкового значення. Вони можуть міститися в різноманітних морально-етичних кодексах, відомчих статутах, наказах, пам'ятках тощо. Проте юридична деонтологія жодних моделей норм не творить, а її вимоги ніде на письмі не відображені. Її нормативність полягає у дослідженні вироблення юристом особистих норм. Причому ці норми, хоча й мають індивідуальний характер, призначені лише для конкретного випадку. Такі одноразові норми назвемо деонтологічними.
Якщо норми професійної культури і юридичної етики спрямовані на регулювання службових дій юриста, то деонтологічні норми — на регулювання професійного мислення. Адже немає такої юридичної науки (крім деонтології та філософії права), яка б вивчала думки юриста, які передують будь-яким діям і потребують насамперед впорядкування.
Практично двох однакових деонтологічних норм не буває. Вони не можуть бути ідентичними для всіх юристів. Деонтологічна норма формується у кожному конкретному випадку. Це норма для одного юриста і тільки для конкретного випадку. Інший юрист, який потрапить в аналогічну ситуацію, неодмінно думатиме по-своєму і сформує для себе іншу, власну норму службової поведінки.
Суттєва різниця існує у діях норм юриста. Річ у тім, що деонтологічні норми діють швидше, ніж норми професійної культури і юридичної етики. Адже йдеться про думки, дія яких не має аналогів.
Юридична деонтологія є наслідком інтелектуальної діяльності юриста, його думок, впливів (внутрішніх аспектів) усіх можливих видів культур, субкультур. У той же час для юридичної етики хоча і важлива інтелектуальна діяльність юриста, проте оцінюється вона за його службовими діями, які відображають зовнішні аспекти певних видів культур (субкультур). Професійна культура вбирає у себе як інтелектуальну, так і фізичну діяльність юриста. Зокрема, до останньої належать різноманітні практично-професійні навички: культура фізичного затримання
правопорушника, вміння водити службовий автомобіль, майстерність у діловодстві тощо. Для професійної культури мають значення і такі фактори: час, спритність, обсяг дій, простір, залучення інших осіб (їхня кількість), активність рухів та ін. Звичайно, для юридичної деонтології вони слугують додатковими чинниками.
Юридична деонтологія дає відповіді на запитання: як, що, де, коли (в мисленні), Юридична етика дає відповідь на ті ж запитання (в діях), а професійна культура — на ті ж запитання і в думках, і в діях. Тому кількісна і якісна оцінка тут різна.
Якщо для юридичної деонтології важливими є існування свідомості та почуття, їх внутрішній вплив на дії юриста, то для професійної культури і юридичної етики необхідно, щоб свідомість і почуття мали зовнішній вияв (для оцінки іІєремія Бентам у праці «Деонтологія, або наука про мораль» (1834 р.). Деонтологія, основи якої досліджував І.Бентам, є вченням про професійні обов'язки і врахування результатів їх виконання людиною. Як зазначав учений, у кожній дії важливий результат, тобто та користь, яку приносить дія. Початок користі, за І.Бентаном, становить основу деонтології.
Відомий науковець, професор, В.Сокуренко (м. Львів) вперше за всю історію колишньої союзної держави започаткував дослідження засад юридичної деонтології. Він зробив спробу розробити основні вимоги до професійно-правових обов'язків юриста, аналогічно до вимог, які стосуються лікаря. У подальших дослідженнях він аналізував юридичні обов'язки, перспективи розвитку основ професійної деонтології.
У другій половині 80-х років була запроваджена навчальна дисципліна «Деонтологія». Її започаткував професор В.Горшеньов у Харківському юридичному інституті (нині Національна юридична академія України імені Ярослава Мудрого).
Погляди на юридичну деонтологію, викладені професорами В.Сокуренком та В.Горшеньовим, діаметрально протилежні. Якщо перший приділяв основну увагу внутрішнім процесам при виконанні юристом службового обов'язку, то другий здебільшого надає перевагу зовнішнім.
Слово «деонтологія» утворилось від слова «онтологія». Так онтологія (від грец. — ontos — суще, а deon (deontos) — потрібне, необхідне і логія - слово, поняття, вчення) — це розділ філософії, вчення про буття (на відміну від гносеології — вчення про пізнання, в якому досліджуються всезагальні основи, принципи буття, його структура і закономірності). Тобто деонтологія — «жива» онтологія, це «дія» онтології. Це не дія минулого, а дія запрограмованого природою, дія створеного, що є закономірним, належним і потрібним у світобудові і життєдіяльності людини.

## Зміст юридичної деонтології
Деонтологія відображає внутрішні процеси теперішнього і майбутнього. Для неї важливий хід думок у майбутнє, до дій, до потрібного й належного. Для останнього найхарактернішим є внутрішнє ставлення особи до реальної дійсності, що знаходить вияв в обов'язках юриста: спілкуванні, прийнятті рішення, пізнанні явища та ін. Обов'язок — поняття ширше, ніж усі інші, оскільки основними тут є внутрішні процеси — думки, а не дії. Тобто з почуття обов'язку, його ступеня випливають певні особисті норми, які характеризуються високою якістю.
В.Сокуренко зазначав, що приписи моральних і юридичних норм чинять безпосередню дію на суб'єкта, який усвідомлює, що його воля підкорена вимогам норм. Це породжує уявлення про внутрішній обов'язок, його загальнолюдську цінність і конкретні соціальні блага, закладені у самому вчинку. Це формує той внутрішній імператив, закон, який людина накладає сама на себе, який необхідний сам собою. Сутність внутрішнього імперативу (закону) як вихідного моменту полягає в тому, що людина ставить собі мету, яка у той же час є її внутрішнім обов'язком. У цьому немає суперечності, оскільки людина сама себе примушує, що цілком сумісно з її внутрішньою свободою й виявом власної свобідної волі — права вибору поведінки у межах об'єктивно існуючого соціального нормування.
Під обов'язком розуміють те, що треба безвідмовно виконувати згідно з вимогами суспільства або виходячи із власного переконання. Тому його треба розглядати як зовнішній та внутрішній імператив (наказ). Зовнішній імператив обов'язку виробляє для конкретного юриста інша особа, держава. Це своєрідна повинність, яку незалежно від своєї волі зобов'язаний виконувати юрист.
Існують різновиди обов'язку: духовний, моральний, національний, суспільний, професійний, юридичний, службовий та ін. Ми зосереджуємо увагу на службовому обов'язку. Для юриста — це система обов'язкових, самостійних і правових дій у різних соціальних ситуаціях, пов'язаних з духовною, моральною й внутрішньою потребою служіння суспільству, своїй нації.
Внутрішній імператив службового обов'язку — це той самий службовий «долг», хоча вислів цей досить умовний і не зовсім вдалий (подібно до морального імперативу Канта). «Долг» — це соціальний категоричний імператив. Норми повинності покликані примирити людину з чужим, ворожим їй світом. Поняття «долга» стало головною категорією моралі: саме почуття «долга» визначає моральну поведінку людини.
Зміст внутрішнього імперативу службового обов'язку полягає у тому, що він є свідомим, мотивованим чинником реальної поведінки юриста, його певною позицією та добровільно прийнятим рішенням. Тобто цей імператив є внутрішнім, особисто виробленим законом для юриста. Під впливом добровільно покладеного на себе імперативу юрист сам себе примушує діяти, виявляти особисті якості (зокрема, людяність), а також демонструвати свободу розумної волі, веління серця, поклик сумління тощо.
Між внутрішнім і зовнішнім імперативами службового обов'язку загалом є спільні й відмінні риси. Але перше поняття для юридичної діяльності є ціннішим, оскільки юрист усвідомлює свої вчинки, які мають цільову спрямованість. Якщо зовнішній імператив службового обов'язку розрахований на певну імпульсивність юриста, то внутрішній — на систематичність. Зовнішній імператив можна передбачити, а внутрішній — ні, бо він не розрахований на повторюваність однотипних випадків. Характерною відмінністю є те, що внутрішній імператив службового обов'язку юристом не тільки усвідомлюється, а ще й виконується, що зовнішньому імперативу службового обов'язку невластиво. Зовнішній імператив обов'язку можна виконувати і не замислюючись, а внутрішній — ні. Внутрішній імператив має кожна людина, але не завжди ним користується у повній мірі.
Внутрішній імператив службового обов'язку не регулюється жодним нормативним документом, оскільки він не підвладний чужим нормам, не пов'язаний із матеріальною зацікавленістю. Але це не означає, що внутрішній імператив не відповідає за дії. Хоча юрист чинить за велінням серця, але дії його можуть суперечити праву. Це ж стосується й наслідків дій. Тому в цьому випадку можливі усі види відповідальності, попри те, що в якійсь ситуації мав би «спрацювати» тільки внутрішній імператив обов'язку, а не зовнішній. Тобто внутрішній імператив має свою межу, вихід за яку карається законом. Це один із видів порушення юристом правового почуття, «меж необхідної оборони», де його зусилля спрямовані не на якийсь розрахунок, власну вигоду чи користь, а на загальне благо, торжество справедливості.
Внутрішній імператив службового обов'язку юриста виконує певні функції. В основному вони збігаються з функціями юридичної деонтології й полягають у виробленні соціального регулятора для юриста та спрямованості на активний захист духовних, моральних, правових принципів суспільства. Це означає, що внутрішній імператив є не тільки особистим почуттям, а й правовою вимогою членів суспільства щодо юриста.
На внутрішній імператив службового обов'язку юриста впливають різні чинники: юридична та загальна соціалізація; духовні, моральні, правові норми; принципи суспільства; державний, професійний, юридичний, службовий, трудовий, громадський, моральний обов'язки; обітниця. Найважливіше значення для формування внутрішнього імперативу мають загальнолюдські цінності, якими юрист керується у своїй діяльності.